# Tuviner
Tuviner är ett turkfolk i södra Sibirien. De uppgår till omkring 250 000 personer, bosatta främst i delrepubliken Tuva i Ryssland (235 313 personer enligt folkräkningen 2002), samt i Mongoliet (omkring 20 000) och Kina (cirka 2 400). De talar tuvinska, ryska eller mongoliska och är till religionen övervägande lamaister eller schamanister.
Rysslands försvarsminister Sergej Sjojgu har en tuvinsk far.